# Arzillières-Neuville
Arzillières-Neuville é uma comuna francesa na região administrativa do Grande Leste, no departamento de Marne. Estende-se por uma área de 12.23 km², e possui 326 habitantes, segundo o censo de 2018, com uma densidade de 27 hab/km².